# Élections législatives françaises de 1958
Les élections législatives françaises de 1958 ont lieu les 23 et 30 novembre 1958. Elles visent à choisir les députés de la Ire législature de la Cinquième République. À l’issue du scrutin, 579 parlementaires (avec trois sièges vacants) sont ainsi élus. Elles sont précédées de deux mois par le référendum du 28 septembre 1958, qui a posé une partie des fondements de la Cinquième République et se traduit par un vote beaucoup plus favorable au gaullisme que celui des législatives précédentes, 1951 et 1956, même si l'abstentionnisme est significatif chez une partie des jeunes.

## Contexte et campagne
Le retour de Charles de Gaulle au pouvoir ne se fait pas sans opposition. De Gaulle est investi président du Conseil et obtient les pleins pouvoirs constituants en juin 1958. Il nomme aussitôt une commission chargée de rédiger une nouvelle Constitution, cherchant à instaurer un régime semi-présidentiel. Pour parachever son projet constitutionnel, de Gaulle prépare un calendrier électoral chargé : référendum sur la Constitution de la Cinquième République le 28 septembre 1958, élections législatives anticipées les 23 et 30 novembre, élection présidentielle en décembre. Se forme alors un front d'opposition à de Gaulle, qui rassemble les partis de gauche et du centre, hostiles au nouveau régime semi-présidentiel : le PCF, la SFIO (même si le chef du parti, Guy Mollet, soutient de Gaulle jusqu'en janvier 1959), l'UDSR, ainsi que les radicaux. Ce front est battu à toutes les consultations de cette fin d'année.
L'ordonnance n°58-1065 du 7 novembre 1958 promulgue un redécoupage des circonscriptions législatives dans le cadre du retour à un scrutin uninominal majoritaire à deux tours. Les limites des circonscriptions ne dépendent plus des arrondissements.
Si de Gaulle donne des consignes pour que la liberté de vote en Algérie soit totale, Jacques Soustelle (en tant que ministre de l'Information) et les militaires présents en Algérie, sous la direction de Charles Lacheroy, s'efforcent d'obtenir l'élection de candidats favorables à l'Algérie française. Une intense propagande et des entraves répétées à la liberté d'expression des candidats « libéraux » ont lieu. Finalement, les 43 musulmans et 21 Européens élus sont tous favorables au maintien de l'Algérie à la France.

## Répartition et modes de scrutin
L'Assemblée nationale sera composée de cinq cent soixante-dix-neuf députés.
Parmi eux, cinq cent quarante-six sont élus lors de ces élections, selon la répartition suivante :
- Quatre cent soixante-cinq pour la France métropolitaine ;
- Soixante-sept pour l'Algérie française, dont vingt-et-un « de droit commun » revenant aux européens et quarante-six « de droit local » réservés aux autochtones ;
- Quatre pour les départements français du Sahara ;
- Dix pour les départements ultra-marins que sont la Guadeloupe, la Guyane, la Martinique et La Réunion.

Viennent s'y ajouter les trente-trois députés des Territoires d'outre-mer élus précédemment, qui seront maintenus jusqu'au 15 juillet 1959. Ils seront replacés par six députés élus en 1959
Ces élections voient le retour du scrutin uninominal majoritaire à deux tours — qui était en vigueur sous la troisième République — pour la France métropolitaine et les quatre départements d'outre-mer.
En Algérie française, au département des Oasis et (en 1959) en Comores, le scrutin de liste majoritaire à un tour est en vigueur.
Un scrutin uninominal à un tour est en vigueur pour le département de la Saoura et (en 1959) pour les autres territoires d'outre mer.

## Candidats

### Sociologie
En métropole 2 809 candidats se présentent dont 2 745 hommes et 64 femmes.
| Professions                               | Candidats |
| ----------------------------------------- | --------- |
| Professions agricoles                     | 241       |
| Professions maritimes                     | 10        |
| Professions commerciales et industrielles | 507       |
| Salariés                                  | 597       |
| Professions médicales                     | 220       |
| Professions judiciaires et libérales      | 456       |
| Universitaires                            | 295       |
| Fonctionnaires                            | 193       |
| Militaires                                | 36        |
| SNCF                                      | 77        |
| PTT                                       | 34        |
| Retraités, pensionnés                     | 30        |
| Propriétaires                             | 1         |
| Divers                                    | 18        |
| Sans profession                           | 24        |
| Non indiqué                               | 70        |

## Résultats

### En France métropolitaine
| Partis politiques ou coalitions | Partis politiques ou coalitions                | 1er tour  | 1er tour | 2d tour | 2d tour |
| Partis politiques ou coalitions | Partis politiques ou coalitions                | Voix      | %        | Sièges  | %       |
| ------------------------------- | ---------------------------------------------- | --------- | -------- | ------- | ------- |
|                                 | Parti communiste français                      | 3 882 204 | 18,90    | 10      | 1,8     |
|                                 | Union pour la nouvelle République              | 3 603 958 | 17,66    | 189     | 34,6    |
|                                 | Section française de l'Internationale ouvrière | 3 167 354 | 15,52    | 40      | 7,3     |
|                                 | Centre national des indépendants et paysans    | 2 815 176 | 13,79    | 132     | 24,2    |
|                                 | Divers droite                                  | 2 395 751 | 11,74    | 81      | 14,8    |
|                                 | Mouvement républicain populaire                | 1 858 380 | 9,11     | 57      | 10,4    |
|                                 | Parti radical                                  | 1 669 890 | 8,18     | 35      | 6,4     |
|                                 | Rassemblement des gauches républicaines        | 1 669 890 | 8,18     | 35      | 6,4     |
|                                 | Extrême droite                                 | 669 518   | 3,28     | -       | 0,0     |
|                                 | Union des forces démocratiques                 | 347 298   | 1,7      | 2       | 0,4     |

### Par parti
| Parti          | Parti                                             | Premier tour | Premier tour | Second tour | Second tour |  |
| Parti          | Parti                                             | Voix         | %            | Voix        | %           |  |
| -------------- | ------------------------------------------------- | ------------ | ------------ | ----------- | ----------- |  |
|                | Parti communiste français                         | 3 870 184    | 18,89        | 3 848 227   | 20,58       |  |
|                | Union pour la nouvelle République                 | 3 679 960    | 17,96        | 5 221 795   | 27,92       |  |
|                | Section française de l'Internationale ouvrière    | 3 171 459    | 15,48        | 2 586 236   | 13,83       |  |
|                | Centre national des indépendants et paysans       | 2 902 790    | 14,17        | 2 706 347   | 14,47       |  |
|                | Mouvement républicain populaire                   | 2 272 643    | 11,09        | 1 725 067   | 9,23        |  |
|                | Modérés                                           | 1 188 330    | 5,80         | 690 176     | 3,69        |  |
|                | Parti radical                                     | 1 177 732    | 5,75         | 748 751     | 4,00        |  |
|                | Parti radical (centristes)                        | 712 734      | 3,48         | 574 304     | 3,07        |  |
|                | Centre réformateur républicain                    | 413 559      | 2,02         | 290 988     | 1,56        |  |
|                | Union et fraternité française                     | 301 371      | 1,47         | 39 334      | 0,21        |  |
|                | Extrême droite                                    | 225 273      | 1,10         | 92 753      | 0,50        |  |
|                | Union des forces démocratiques                    | 184 673      | 0,90         | 68 481      | 0,37        |  |
|                | Divers droite (gaulliste)                         | 135 626      | 0,66         | 13 367      | 0,07        |  |
|                | Divers                                            | 105 201      | 0,51         | 4 497       | 0,02        |  |
|                | Union démocratique et socialiste de la Résistance | 87 244       | 0,43         | 48 569      | 0,26        |  |
|                | diss. Union des forces démocratiques              | 63 588       | 0,31         | 40 556      | 0,22        |  |
|                |                                                   |              |              |             |             |  |
| Inscrits       | Inscrits                                          | 27 244 992   | 100,00       | 25 090 237  | 100,00      |  |
| Abstentions    | Abstentions                                       | 6 218 450    | 22,82        | 5 940 567   | 23,68       |  |
| Votants        | Votants                                           | 21 026 542   | 77,18        | 19 149 670  | 76,32       |  |
| Blancs et nuls | Blancs et nuls                                    | 534 175      | 2,54         | 450 222     | 2,35        |  |
| Exprimés       | Exprimés                                          | 20 492 367   | 97,46        | 18 699 448  | 97,65       |  |

### Composition de l'Assemblée
Il y a 1,4 % de femmes députées.
| Groupe parlementaire               | Groupe parlementaire               | Groupe parlementaire                                     | Députés                            | Députés                            | Députés |  |
| Groupe parlementaire               | Groupe parlementaire               | Groupe parlementaire                                     | Membres                            | Apparentés                         | Total   |  |
| ---------------------------------- | ---------------------------------- | -------------------------------------------------------- | ---------------------------------- | ---------------------------------- | ------- |  |
|                                    | UNR                                | Union pour la nouvelle République                        | 199                                | 7                                  | 206     |  |
|                                    | IPAS                               | Indépendants et paysans d'action sociale                 | 107                                | 10                                 | 117     |  |
|                                    | FAEAS                              | Formation administrative des élus d'Algérie et du Sahara | 66                                 | 0                                  | 66      |  |
|                                    | RPCD                               | Républicains populaires et du Centre démocratique        | 49                                 | 15                                 | 64      |  |
|                                    | PSRG                               | Socialiste                                               | 43                                 | 4                                  | 47      |  |
|                                    | FANI                               | Formation administrative des non-inscrits                | 40                                 | 0                                  | 40      |  |
|                                    |                                    |                                                          |                                    |                                    |         |  |
| Total de députés membre de groupes | Total de députés membre de groupes | Total de députés membre de groupes                       | Total de députés membre de groupes | Total de députés membre de groupes | 540     |  |
|                                    | Isolés                             | Isolés                                                   | Isolés                             | Isolés                             | 36      |  |
|                                    |                                    |                                                          |                                    |                                    |         |  |
| Total des sièges pourvus           | Total des sièges pourvus           | Total des sièges pourvus                                 | Total des sièges pourvus           | Total des sièges pourvus           | 576     |  |

### Analyse
Les résultats des élections législatives marquent un échec des opposants à de Gaulle. Non seulement la gauche et le centre perdent de nombreux députés, mais plusieurs grandes personnalités de l'opposition sont battues et perdent leur siège : Jacques Duclos (PCF), Jules Moch, Robert Lacoste et Gaston Defferre (SFIO), François Mitterrand (UDSR), Charles Hernu, Pierre Mendès France, Edgar Faure et Édouard Daladier (Parti radical). Le nouveau mode de scrutin, choisi par de Gaulle et Michel Debré, favorise grandement les députés qui soutiennent le changement de régime et le retour de de Gaulle au pouvoir, la coalition gaulliste obtenant 402 sièges pour 43,1 % des voix au 1er tour, alors que la SFIO et le PCF obtiennent 50 sièges pour 36,1% des voix, perdant 272 sièges par rapport à la législature précédente. En effet, les élections législatives de 1958 sont les premières à recourir au scrutin majoritaire uninominal à deux tours depuis 1936. La nouvelle Assemblée nationale est plus à droite que la chambre « Bleu horizon » de 1919. Seule l'Assemblée nationale de 1871 était aussi à droite.